# 瓜拉伊
瓜拉伊是巴西托坎廷斯州的一个市镇。总面积2268.147平方公里，总人口21669人，人口密度9.6人/平方公里。